# Jump scare
Jump scare (hay jumpscare) là một kỹ thuật thường được sử dụng trong những bộ phim kinh dị, nhà ma, trò chơi video, và Screamers Internet, nhằm hù dọa khán giả bằng cách làm cho họ ngạc nhiên với sự thay đổi đột ngột trong hình ảnh hoặc sự kiện, thường xảy ra đồng thời với một âm thanh đáng sợ, chủ yếu là tiếng la hét lớn. Được sử dụng phổ biến trong các bộ phim từ những năm 1980, Jump scare được mô tả là "một trong những yếu tố cơ bản của phim kinh dị". Jump scare có thể khiến người xem ngạc nhiên khi xuất hiện tại một điểm trong phim nơi nhạc phim yên tĩnh và người xem không mong đợi bất cứ điều gì đáng báo động xảy ra, hoặc có thể là sự trả giá đột ngột cho một thời gian dài hồi hộp.
Một số nhà phê bình đã mô tả Jumpscare như một cách để người xem có cảm giác lo sợ, họ tin rằng thể loại kinh dị đã trải qua một sự suy giảm trong những năm gần đây sau khi quá phụ thuộc vào các ngụ ý, thiết lập nó như một lời sáo rỗng của bộ phim kinh dị hiện đại.